# Forte di Samaipata
Il forte di Samaipata (in spagnolo: Fuerte de Samaipata), conosciuto anche come El Fuerte, è un sito archeologico boliviano e dal 1998 è considerato un patrimonio dell'umanità dell'UNESCO. È situato nella provincia cruceña di Florida, a pochi chilometri dall'omonima città di Samaipata, a 1.950 metri sul livello del mare.
Secondo alcuni il termine Samaipata significherebbe "luogo di riposo fra le montagne" in lingua quechua. Attualmente non è più una fortificazione militare, ma si suppone che fosse un sito religioso pre-Colombiano, probabilmente antecedente agli stessi Inca.
Recentemente è stato citato da Erich von Däniken quale punto di atterraggio alieno nel suo libro Chariots of the Gods. Questa idea è sostenuta da alcuni circoli a causa di solchi paralleli scavati nella roccia nel punto più alto del sito. Secondo gli archeologi, comunque, i solchi risalgono ad una civiltà pre-inca che, tramite la loro creazione, voleva commemorare il passaggio della cometa di Halley del marzo 1066.

## El Cascabel
L'attrazione principale è El Cascabel. El Cascabel può essere tradotto come dorso del serpente (a sonagli). Due linee parallele indicano alcuni punti celesti ad una posizione di 71° azimuth e ad un'altitudine di circa 6,75°. Ponendosi a cavallo delle linee e seguendole con lo sguardo ai piedi di El Fuerte, si nota la nascita parallela di due pianeti il 20 agosto 1066, esattamente sopra le linee con, sullo sfondo, la costellazione del Leone; i due pianeti sono Venere e Giove.

## Protezione
A causa dei danni causati dai turisti che camminano sui simboli intagliati nella roccia, e dall'erosione causata dalla cascata, l'area interna è stata transennata per evitare ulteriori danni. In ogni caso buona parte può essere vista. L'accesso al sito è agevole, molti bus percorrono il tratto che arriva dalla vicina Samaipata. L'entrata è a pagamento. Il sito è sotto la protezione dello Stonewatch, una società senza scopo di lucro dedita alla conservazione ed alla documentazione dell'arte rupestre.